# 伊菌蚊属
伊菌蚊属（学名：Eoexechia）为蕈蚋科的一个属。

## 下属物种
本属包括以下物种：
- Eoexechia gallica Camier & Nel, 2020[2]